# Brighton (Iowa)
Brighton – miasto w Stanach Zjednoczonych, w stanie Iowa, w hrabstwie Washington.

## Demografia
Zgodnie ze spisem statystycznym z 2000 roku, miasto liczyło 687 mieszkańców. W 2023 roku liczba mieszkańców spadła do 589 osób, a gęstość zaludnienia do 310 osób/km².